# Haploa colona
Haploa colona là một loài bướm đêm thuộc phân họ Arctiinae, họ Erebidae.